# 벤포드의 법칙

벤포드의 법칙을 따르는 수들의 첫째 자리 숫자의 분포. 각 막대의 높이는 데이터에 등장하는 수가 해당하는 숫자로 시작할 확률(%)를 의미한다.

벤포드의 법칙(Benford's law)은 실세계에서 존재하는 많은 수치 데이터의 10진법 값에서 수의 첫째 자리의 확률 분포를 관찰한 결과, 첫째 자리 숫자가 작을 확률이 크다는 법칙이다. 벤포드의 법칙을 따르는 데이터 집합에 등장하는 수들의 첫째 자리가 1일 확률은 약 30%인 데 반해, 9가 첫째 자리로 등장할 확률은 5% 정도밖에 되지 않는다. 만약 1부터 9까지의 숫자가 수의 맨 앞자리에 등장할 확률이 균등분포를 따른다면, 각 숫자는 약 11.33%의 확률로 맨 앞자리에 등장하여야 할 것이다. 벤포드의 법칙은 또한 수의 둘째 이후 자리의 확률 분포나 숫자 조합에 대한 확률 분포도 예측할 수 있다.
벤포드의 법칙은 굉장히 다양한 종류의 데이터에 적용된다. 예를 들어, 전기요금 고지서, 도로명 주소, 주식 가격, 주택 가격, 인구수, 사망률, 강의 길이, 물리 상수와 수학 상수 등 다양한 데이터에 등장하는 수들이 벤포드의 법칙을 따른다.우주도 벤포드 법칙에 따른다. 
이 법칙의 이름은 물리학자 프랭크 벤포드의 이름을 따서 지어졌다. 벤포드는 1938년에 "이례적인 숫자들에 관한 법칙"(The Law of Anomalous Numbers)이라는 논문에서 처음 벤포드의 법칙을 언급했다. 그러나 사실 1881년에 사이먼 뉴컴도 같은 법칙을 이야기한 적이 있다.

## 정의
어떤 집합에 속한 수들의 첫째 자리 {\displaystyle d} ({\displaystyle d\in \{1,\dots ,9\}})가 다음의 확률 분포를 따를 때, 이 집합이 벤포드의 법칙을 따른다고 말한다.
{\displaystyle P(d)=\log _{10}(d+1)-\log _{10}(d)=\log _{10}{\bigg (}{\frac {d+1}{d}}{\bigg )}=\log _{10}{\bigg (}1+{\frac {1}{d}}{\bigg )}}

## 같이 보기
- 예측 분석
- 지프의 법칙